# Southern Bay (plaats)
Southern Bay is een plaats in de Canadese provincie Newfoundland en Labrador. De plaats ligt op het eiland Newfoundland en maakt deel uit van het local service district Summerville-Princeton-Southern Bay.

## Geografie
Southern Bay bevindt zich aan de oostkust van Newfoundland, meer bepaald op het noordwestelijke gedeelte van het grote schiereiland Bonavista. De plaats strekt zich uit over een groot deel van de oostelijke oever van de gelijknamige baai, die een zijarm van de grote Bonavista Bay is.
Het is een ruim drie kilometer lang lintdorp langs provinciale route 235, die de kustlijn volgt. De plaats ligt ten noordoosten van Charleston en ten zuidwesten van Princeton.

## Geschiedenis
Southern Bay had zeker vanaf 1920 een treinstation aan de spoorlijn Shoal Harbour–Bonavista van de Newfoundland Railway. Het station was functioneel tot in de jaren 50; de spoorlijn werd ontmanteld in de jaren 80.
De inwoners van de gemeentevrije plaats kregen in 1986 voor het eerst een beperkte vorm van lokaal bestuur door de oprichting van het LSD Summerville-Princeton-Southern Bay.